# Poa acinaciphylla
Poa acinaciphylla là một loài cỏ trong họ hòa thảo, thuộc chi poa.